# Odyneropsis batesi
Odyneropsis batesi är en biart som beskrevs av Cockerell 1916. Odyneropsis batesi ingår i släktet Odyneropsis och familjen långtungebin. Inga underarter finns listade i Catalogue of Life.